# Cerretto Langhe
Cerretto Langhe, auch Cerreto Langhe (Srèj dle Langhe in piemontisch) ist eine Gemeinde in der italienischen Provinz Cuneo (CN), Region Piemont.

## Lage und Einwohner
Cerretto Langhe liegt rund 64 km nordöstlich von der Provinzhauptstadt Cuneo entfernt in der Weinregion Langhe. Das Gemeindegebiet umfasst eine Fläche von 10,14 km² und hat 387 Einwohner (Stand 31. Dezember 2023) die sich auf die drei Fraktionen (Frazioni) Cavallotti, Cerretta und Pedaggera verteilen. Die Gemeinde ist Teil der Bergkommune Comunità Montana Alta Langa. 
Die Nachbargemeinden sind Albaretto della Torre, Arguello, Cravanzana, Feisoglio, Roddino, Serravalle Langhe und Sinio.

## Geschichte

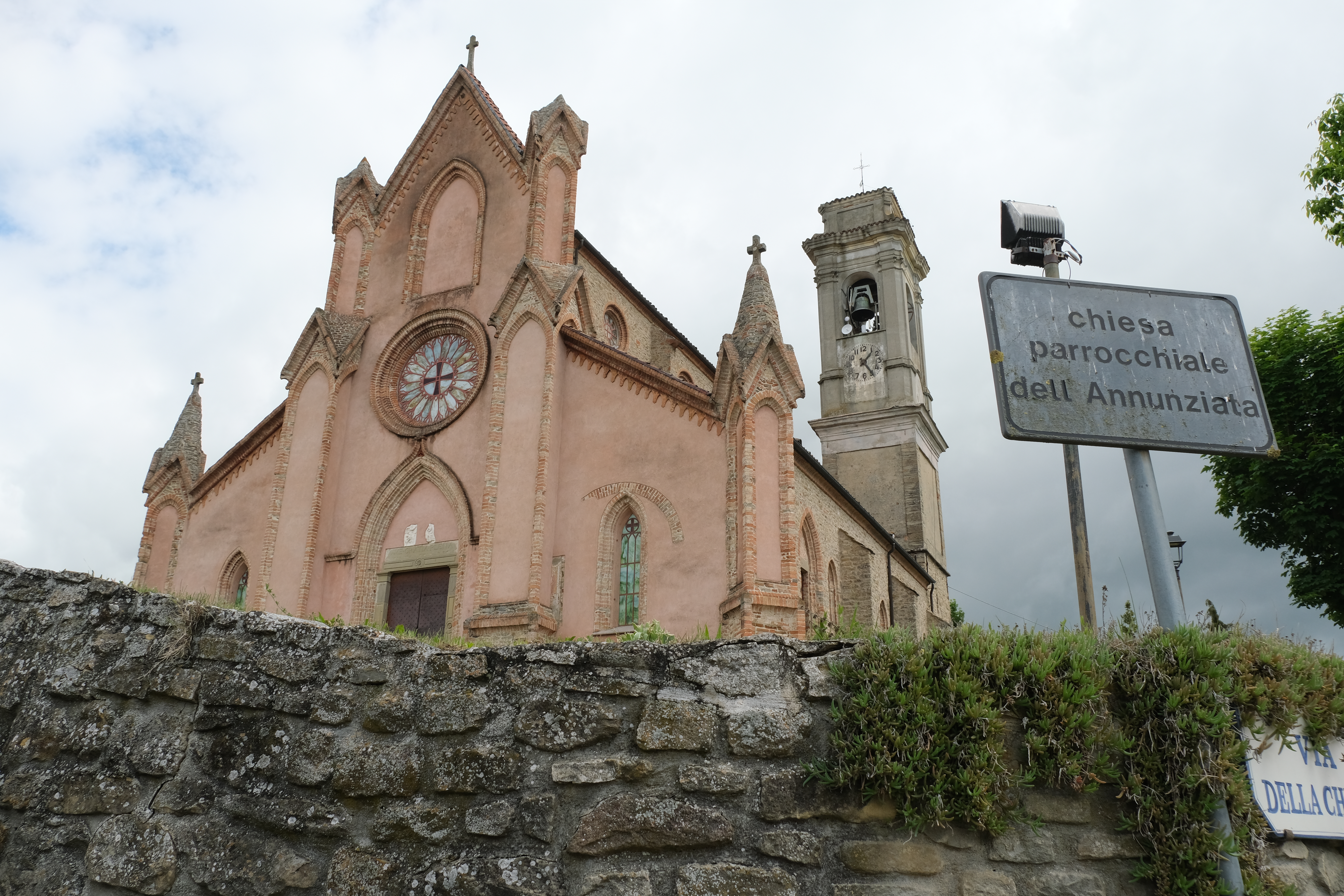
Kirche della Santissima Annunziata e Madonna di Loreto

In einer Urkunde aus der zweiten Hälfte des 12. Jahrhunderts mit dem Namen „Cerretus“ erwähnt, wurde sie im 13. Jahrhundert als „Ceretus“ bezeugt. Das Toponym stellt, wie die vielen piemontesischen Homonyme, die Fortsetzung des lateinischen Begriffs CERRUS, „Eichenart“, dar, dem das Sammelsuffix -ETUM hinzugefügt werden muss. Die Spezifikation bezieht sich auf die geografische Lage des Dorfes, das in der Subregion Piemont zwischen Monferrato und den Ligurischen Alpen liegt und von hügeligen Reliefs bedeckt ist, die in einer Kette aufeinander folgen, mit ausgedünnten Bergrücken, die lokal „Langhe“ genannt werden. 
Seine historischen Ereignisse sind eng mit denen seines Schlosses verbunden, das zusammen mit dem Lehen im Besitz der Familie Cerretto di Gorzegno war. Anschließend ging das Lehen an die Markgrafen von Susa über, dann an Bonifacio von Savona, der es den Markgrafen von Ceva und Cortemilia und schließlich der Familie Cerretto überließ. Die Präsenz von Denkmälern ist eherdürftig. Tatsächlich gibt es keine Gebäude von historisch-architektonischem Wert, mit Ausnahme der Pfarrkirche der Assunta im neugotischen Stil, des Hauses der Markgrafen von Carretto und einer alten Kapelle.

## Kulinarische Spezialität
Bei Cerretto Langhe wird Weinbau betrieben. Die Beeren der Rebsorten Spätburgunder und/oder Chardonnay dürfen zum Schaumwein Alta Langa verarbeitet werden.